# Maurice Dollfus
 (mars 2021).
Pour les articles homonymes, voir Dollfus.
Maurice Dollfus, né à Paris le 26 octobre 1883 et mort le 25 mai 1972, est un industriel et homme d'affaires français.

## Biographie
Lié à la famille Koechlin, fils d'un agent de change et homme d'affaires, Maurice Dollfus est élevé à Paris. Il épouse en 1921 la Britannique Julia James (1892-1965), dont il a deux enfants, Patrick et Paul.
Il est nommé le 14 novembre 1930 à la tête de Ford SAF. Il est l’artisan de la signature de l’accord avec Mathis et de la création de Matford en 1934, pour limiter les investissements.
Le 29 mai 1935, il s'embarque sur le Normandie au Havre. Il profite du voyage inaugural, qui est alors couvert avec fracas par la presse du monde entier, pour véhiculer à Dearborn la première V8, fabriquée à Strasbourg.
Au moment de la dissolution de Matford, il installe une nouvelle usine à Poissy, prête en 1940, qui permet une capacité de production, très importante pour l’époque, de 100 000 voitures par an. Durant l'année 1941, il organise la livraison de nombreux camions Ford en Afrique du Nord juste avant l'entrée en guerre des États-Unis en décembre.
Arrêté en septembre 1944 pour soupçon de faits de collaboration et transféré à Drancy (où il retrouve Sacha Guitry), il est vite libéré et reçoit en 1945 des Américains une distinction octroyée aux sociétés dont la production a participé à la victoire des Alliés. Il est réintégré à la tête de Ford SAF.
Il ramène également des États-Unis à cette époque le projet de la future Vedette et un moteur Diesel pour camion sous licence Hercules.
À 66 ans, Maurice Dollfus quitte ses fonctions chez Ford SAF le 1er janvier 1950 après les débuts difficiles de la Vedette, mais reste président d'honneur. François Lehideux, ancien administrateur des usines Renault, ancien ministre de Vichy et ancien dirigeant du Comité d'organisation de l'automobile (COA), lui succède.
Il crée ensuite l'Union industrielle atlantique, qui intervient dans des négociations entre des partenaires de chaque côté de l'Atlantique dans des domaines très variés, notamment le cinéma (production de films) et le développement du Cinérama.
Son fils cadet Paul Dollfus (d) (1929-2019) est un médecin réputé, qui fut notamment premier médecin-chef du Centre de réadaptation de Mulhouse.

## Sources et références
- Who's Who in France, édition 1955-1956

1. ↑  Archives en ligne de Paris, 17e arrondissement, année 1883, acte de naissance no 3561, cote V4E 7342, vue 13/31
2. ↑  Jean-Jacques Wyndaele, Wagih El-Masri(y, Paul Dollfus. Spinal Cord 57, 906 (2019).
3. ↑  Avis de décès du docteur Paul Dollfus (publié dans L'Alsace et Les Dernières Nouvelles d'Alsace le 25 mai 2019).